# Stożkówka szarooliwkowa
Stożkówka szarooliwkowa (Conocybe moseri Watling) – gatunek grzybów z rodziny gnojankowatych (Bolbitiaceae).

## Systematyka i nazewnictwo
Pozycja w klasyfikacji według Index Fungorum: Conocybe, Bolbitiaceae, Agaricales, Agaricomycetidae, Agaricomycetes, Agaricomycotina, Basidiomycota, Fungi.
Po raz pierwszy opisał go w 1980 r. Roy Wattling we Francji. Nazwą gatunkową uczcił mykologa Meinharda Michaela Mosera. Synonimy:
- Conocybe kuehneri Singer 1947
- Conocybe moseri var. robustior Hauskn. & H.-J. Hübner, in Hausknecht 2005

Polską nazwę zarekomendował Władysław Wojewoda w 2003 roku.

## Morfologia
Kapelusz o średnicy 1,2–1,3 cm, wysokości 0,6–0,9 cm, stożkowaty do dzwonkowatego. Powierzchnia sucha, gładka, u młodych okazów szarobiała do jasnoszarej, u starszych szarobrązowa, skórka nie łuszcząca się. Brzeg regularny, nierozszczepiający się w wieku dojrzałym, prążkowany aż do wierzchołka. Brak resztek osłony.
Trzon
O wysokości 4–6 cm, grubości 0,1–0,15 cm, centralny, rurkowaty, równy, cienki, skręcony, pełny. Powierzchnia biała, z żółtobrązowymi plamami, oprószona.
Blaszki
Przyrośnięte, z blaszeczkami, średnio gęste do gęstych, wąskie, o szerokości 0,15–0,2 cm, szarobrązowe do żółtobrązowych, kruche. Ostrza blaszek gładkie.
Miąższ grzyba
Cienki, nie zmieniający barwy po uciśnięciu czy przekrojeniu, bez wyraźnego zapachu i smaku.
Wysyp zarodników
Żółtobrązowy.
Cechy mikroskopowe
Zarodniki 9,3–13,6 × 6–8,5 µm, Qe = 1,6, elipsoidalne ze ściętą porą rostkową, grubościenne, gładkie, w wodzie rdzawożółte, w KOH rdzawobrązowe. Podstawki 18,7–25,5 × 7,6–10 µm, maczugowate, 4-zarodnikowe, cienkościenne, bezbarwne, ze sterygmami o długości 2,5–4,3 µm. Brak nibywstawek. Cheilocystydy 15,3–23,8 × 6–9,3 µm, w kształcie kręgli, cienkościenne, bezbarwne z główką o szerokości 3,4–6 µm. Skórka kapelusza zbudowana ze strzępek o wymiarach 20,4–34 × 13,6–22 µm. Są zróżnicowane morfologicznie; prawie kuliste (sferocyty), gruszkowate, maczugowate lub główkowate, cienkościenne, szkliste. Pileocystyd i pleurocystyd brak. Miąższ kapelusza złożony ze splątanych, cienkościennych, szklistych strzępek o szerokości 8,5–18,7 µm. Skórka trzonu z kaulocystydami 12–32,3(39) × 2,5–6,8 µm, wyłącznie o kształcie niepodobnym do kręgli, rurkowate cylindryczne do włoskowatych, nitkowate, cienkościenne, szkliste. Strzępki miąższu podłużnie równoległe, cienkościenne, szkliste o szerokości 3,4–15,3 µm. Sprzążki obecne w strzępkach miąższu trzonu.

## Występowanie i siedlisko
Najwięcej stanowisk stożkówki szarooliwkowej podano w Europie, poza nią pojedyncze w Ameryce Północnej i Azji. W Polsce do 2003 r. podano 3 stanowiska, w późniejszych latach podano wiele następnych. Najbardziej aktualne podaje internetowy atlas grzybów. Znajduje się w nim na liście gatunków zagrożonych i wartych objęcia ochroną.
Naziemny grzyb saprotroficzny. W Polsce notowany w lasach pod sosnami, Roy Watling podał, że w Anglii gatunek ten rośnie na trawiastych terenach w ogrodach, na polach lub na obrzeżach lasów. W Indiach podano jego stanowisko na odchodach bydła jest więc także grzybem koprofilnym.